# 27-es busz (Kaposvár)
A kaposvári 27-es busz a Füredi úti laktanya és a Kométa húskombinát között közlekedik, összekötve a Kinizsi és a Toldi-lakótelepet, az Északnyugati városrészt, a Tisztviselőtelepet, a kisgáti városrészt és a Keleti városrészt. A város azon kevés járatainak egyike, amelyek nem érintik a Belvárost. A járat végállomása egy ipari jellegű területen vagy annak közelében található, ebből adódóan a 27-es busz csak munkanapokon közlekedik. A buszvonalat a Kaposvári Tömegközlekedési Zrt. üzemelteti.

## Útvonal
A táblázatban a laktanyától induló irány látható.
| Útvonal                        |
| ------------------------------ |
| Füredi út                      |
| 48-as ifjúság útja (610-es út) |
| Árpád utca (Kisgát)            |
| Hősök tere                     |
| Pécsi út                       |

## Megállóhelyek
A táblázatban a megállók a laktanyától induló irány szerint vannak felsorolva.
| Megálló              | Össz. km (oda) | Össz. idő (oda) | Össz. km (vissza) | Össz. idő (vissza) | Átszállási lehetőség                    | A közelben található |
| -------------------- | -------------- | --------------- | ----------------- | ------------------ | --------------------------------------- | --- |
| Laktanya             | 0              | 0               | 6,3               | 16                 | 10, 11, 11Y, 20, o20A, 23, 26           | Praktiker, Lidl, Diego, Jysk, Kália Kertészeti Áruház, laktanya, Raktár utcai nagykereskedések, ipari telephelyek                                                                                           |
| Búzavirág utca       | 0,9            | 1               | 6                 | 15                 | 10, 11, 11Y, 20, o20A, 23, 26           | Kinizsi Lakótelepi Általános Iskola, Óvodák |
| Kinizsi-lakótelep    | 1,3            | 2               | 5,5               | 14                 | 10, 11, 11Y, 20, o20A, 23, 26           | Leányotthon |
| Toldi-lakónegyed     | 2              | 3               | 5                 | 13                 | 10, 11, 11Y, 20, o20A, 23               | Toldi Lakótelepi Általános Iskola és Gimnázium, Posta, Nemzeti Adó- és Vámhivatal, Szent Margit-templom, Éjjel-nappali                                                                                      |
| Füredi úti csomópont | 2,2            | 4               | 4,7               | 12                 | 1, 10, 11, 11Y, 13, 20, 20A, 23, 31, 91 | CBA Cent Bevásárlóközpont, Posta, Óvoda, TESCO |
| ÁNTSZ                | 2,6            | 6               | 4,1               | 10                 | 10, 20, 20A, 23, 26 Honvéd u.: 12       | ÁNTSZ, Munkácsy Mihály Gimnázium, Berzsenyi park, evangélikus templom, óvodák, bölcsőde, Zselic Áruház, OTP, Patyolat, szolgáltatóház, éjjel-nappali, Sávház                                                |
| Pázmány Péter utca   | 3,4            | 8               | 3,3               | 8                  | 20, 20A, 23, 26, 81                     | Eötvös Loránd Műszaki Szakközépiskola, Szakiskola és Kollégium; Somogy Megyei Rendőr-főkapitányság; Egészségügyi Főiskola (PTE ETK); Penny Market                                                           |
| Kisgát               | 4,2            | 10              | 2,6               | 6                  | 20, 20A, 23, 26, 81                     | Klebelsberg Középiskolai Kollégium, Somogy-Flandria Inkubátorház és Konferencia Központ, Somogy Megyei Vállalkozói Központ Közalapítvány, Aldi, Lidl, autókereskedések, ipari telephelyek, nagykereskedések |
| Hősök temploma       | 5,1            | 14              | 1,4               | 3                  | 7, 8, 8B, 8E, 8Y, 18, 81                | Hősök temploma, Keleti temető, Zsidó temető, Rákóczi Stadion, Kaposvári malom, Kaposvári cukorgyár, ÉDOSZ Művelődési Ház, Orvosi rendelők, Óvoda, Posta, Delta udvar                                        |
| Pécsi úti iskola     | 5,8            | 15              | 0,7               | 2                  | 7                                       | Pécsi Úti Általános Iskola |
| Kométa, forduló      | 6,3            | 16              | 0                 | 0                  | 7                                       | Kométa húskombinát, Kaposszentjakab vasútállomás |

## Menetrend
- Aktuális menetrend Archiválva 2013. november 14-i dátummal a Wayback Machine-ben
- Útvonaltervező[halott link]